# La Loggia
La Loggia (La Lògia in piemontese) è un comune italiano di 8 686 abitanti della città metropolitana di Torino, in Piemonte.

## Geografia
Il comune sorge nella cintura sud torinese, a una distanza di circa 15 km dalla città di Torino.
Il territorio comunale, delimitato a est dal fiume Po, confina con i comuni di Moncalieri, Vinovo e Carignano. Al di là della sponda del Po, insiste una porzione di territorio comunale accessibile solamente dal comune di Moncalieri e facente parte della “Riserva Naturale Speciale della Lanca di Santa Marta e della Confluenza del Banna”. Il parco, che fa parte del Parco del Po Torinese, è stato riconosciuto dall'UNESCO come riserva della biosfera nel 2016.
Oltre al centro principale, il comune comprende alcune frazioni come Tetti Griffa, Sabbioni e Baraudina.

### Corsi d'acqua
Nel territorio del comune di La Loggia scorrono il fiume Po, il torrente Chisola e il rio Oitana.

## Origini del nome
Una prima versione che, pur non essendo fondata su documenti storici, si basa sulla funzione svolta anticamente dal paese: La Loggia, grazie alla sua posizione geografica alle porte di Torino, costituiva una via obbligata di transito per coloro che provenivano dal Marchesato di Saluzzo o dalla Liguria e quindi il nome della Loggia deriverebbe da Alog ovvero "alloggio" o dal gallico Logis.
Una seconda ipotesi afferma che nel XIV secolo, poco oltre l'attraversamento del torrente Chisola, esistevano alcune cascine in cui si allevava principalmente del pollame. Situata un po' distante dalle altre ve ne era una caratterizzata da una "loggia" che la attraversava in tutta la facciata, per cui i viandanti indicavano il gruppo di case che si presentava loro lungo il cammino con "quelle della loggia".
La versione più accreditata attribuisce l'origine del nome loggese alla "loggia" che si trova sulla torretta del Castello Galli. È perciò probabile che tale "loggia" venisse a significare tutto il castello, e con esso i territori sotto la sua giurisdizione: la località d'la logia.

## Storia
Un documento datato 16 febbraio 1396 fa apparire il nome di La Loggia per la prima volta nella storia.
Il certificato è un contratto con cui si attesta che Giacomo Darmelli acquisisce la proprietà del "luogo della Loggia". Giacomo Darmelli, alcuni anni dopo essersi insediato viene processato dal giudice di Torino per aver fortificato ed edificato il Castello senza averne ricevuto licenza da Ludovico Di Savoia Principe D'Acaja.
La soluzione di questa controversia è decisiva per le sorti future del paese: Giacomo Darmelli viene assolto dalla pena cui era stato condannato e viene riconosciuto Signore di La Loggia. Il principe D'Acaja gli concede ampie licenze di costruire e fortificare il Castello, di condurre l'acqua dell'Oitana nelle sue terre.
Per diverse generazioni la famiglia Darmelli continuerà a incrementare il potere economico e i suoi membri otterranno diversi riconoscimenti, titoli e patenti per essersi distinti con onore in varie circostanze.
Il Feudo della Loggia, che comprende Revignano, Tetti Aiassa, Tetto dei Roveri, Rotto e Cascinale Sabbioni, viene acquistato il 4 maggio 1735 dal Cavaliere Tommaso Brizi-Falletti, esponente di una casata sorta dall'unione di due famiglie, con differenti origini e stemmi: i Brizio e i Falletti. Il nuovo signore proviene dalla carriera militare e, dopo aver acquistato dalle Regie finanze il feudo, viene investito con il titolo di Barone di La Loggia.
Il 25 maggio del 1765 Tommaso muore lasciando in eredità il feudo al proprio figlio Biagio Antonio che lo destina al suo primogenito Giuseppe Tommaso; ma, il 15 marzo 1781, il futuro barone Brizi-Falletti rifiuta dal Real Patrimonio il feudo della Loggia, favorendo la realizzazione di un colpo di scena che ha dell'imprevedibile: La Loggia ritornerà in qualche modo in mano ai discendenti dei suoi antichi Signori. Infatti qualche anno prima, il 23 novembre 1773, Felicita Darmelli, l'ultima discendente della famiglia che aveva retto per più di tre secoli il feudo della Loggia, aveva sposato il Senatore del Piemonte e Consigliere di Stato, Pietro Gaetano Galli.
Il figlio, Pietro Gaetano, nato a Milano il 28 agosto 1732, si trasferisce con la famiglia, all'età di soli due anni, a Torino dove, sotto il regno di Vittorio Amedeo III, svilupperà una brillante carriera. Nel 1776 viene nominato Primo ufficiale di Corte e poi Senatore del Regno di Sardegna.
Il 21 maggio 1781 viene investito Conte del feudo di La Loggia dal Re e nel 1796 Pietro Gaetano Galli viene infine nominato Ministro dello Stato.
Il 7 marzo 1797 il nuovo Re, Carlo Emanuele IV, proclama un editto in cui dichiara tutti i beni feudali esistenti nei suoi Stati sciolti da ogni dipendenza. È la fine dell'epoca delle investiture e di conseguenza anche la fine del feudo della Loggia.
Con l'avvento di Napoleone I il Conte Galli si pone al servizio dell'Imperatore. Nel frattempo, grazie anche all'acquisto dei possedimenti del Marchese Francesco Gautieri di Cavaglià, le terre in possesso della famiglia sono più che raddoppiate.
Quando, nel 1817, viene costituito il Comune di La Loggia, i Galli sono la famiglia più in vista del paese e daranno un contributo decisivo per l'assetto economico ed amministrativo del giovane Comune.
Il 14 aprile 1816 gli abitanti del territorio compreso fra il Chisola, il Po, l'Oitana e i Brassi inviano un esposto a Vittorio Emanuele I, Re di Sardegna, chiedendo che il "cantone della Loggia venisse eretto in corpo di comunità, separandolo da Carignano e Moncalieri".
La Regia Intendenza convoca immediatamente i Consigli Comunali dei comuni interessati i quali, con deliberazioni simili prese il 7 maggio a Carignano e il 21 maggio a Moncalieri, rigettano le rivendicazioni loggesi chiedendo che nulla venga cambiato ai loro confini. Il 30 gennaio dell'anno successivo la Regia Giunta delibera a favore dei loggesi e sancisce l'erezione del comune di La Loggia.
Il 30 gennaio 1817 rappresenta la data di nascita ufficiale del comune di La Loggia; il 14 aprile 1816 è l'atto di nascita della comunità loggese: prima di tale data La Loggia compariva unicamente nei documenti e nei certificati dei Signori proprietari del territorio, ma dei suoi abitanti non se ne sapeva nulla.
La Loggia è dunque uno dei Comuni più giovani del Piemonte; la sua erezione giunge con due secoli di ritardo rispetto a quella di Carignano, avvenuta sotto il ducato di Carlo Emanuele II, all'incirca nel 1600.
Con Maria Laura Galli, chiamata dai loggesi "La Contessina", si estingue nel 1978 il ramo loggese della casata Galli.

### Simboli
Lo stemma del Comune di La Loggia è stato concesso con decreto del presidente della Repubblica del 27 settembre 1985.
Il gonfalone è un drappo di azzurro.

## Monumenti e luoghi d'interesse

### Architetture religiose

#### Chiesa di San Giacomo Apostolo

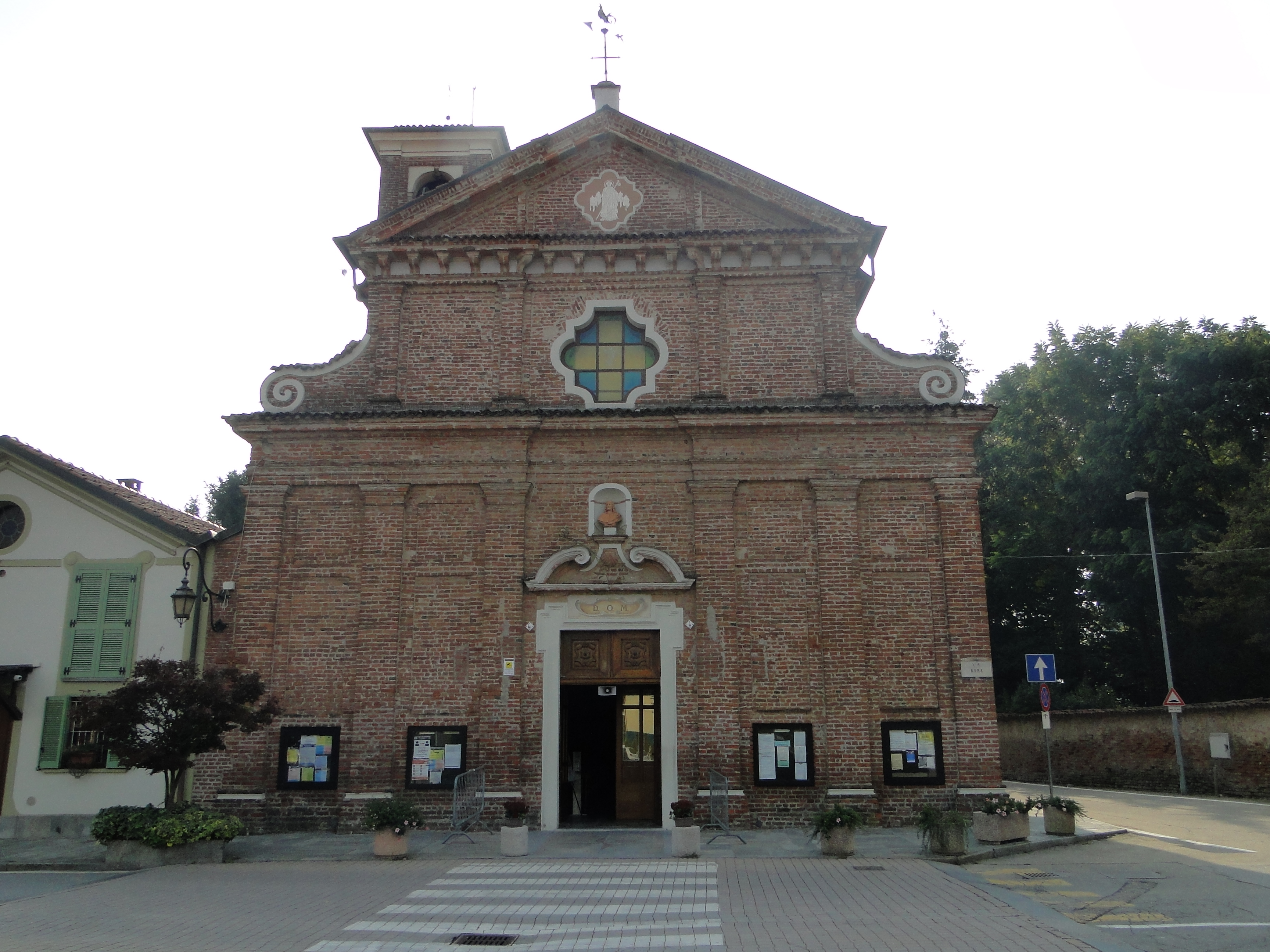
Facciata della chiesa di San Giacomo

I primi documenti scritti conosciuti risalgono alla fine del secolo XVI. Uno di questi, datato 25 ottobre 1584, conservato presso l'Archivio parrocchiale.
Nel XVIII secolo, precisi documenti ci descrivono i primi anni di vita della Chiesa parrocchiale di San Giacomo di La Loggia. Infatti dopo varie richieste all'autorità religiosa finalmente la popolazione loggese ottiene nel 1781 che la semplice Chiesa di San Giacomo Maggiore venga staccata dalla Collegiata di Santa Maria di Moncalieri ed eretta a parrocchia di libera collazione.
La chiesa di San Giacomo Apostolo, in stile barocco, sorge nella piazza prospiciente all'ingresso del Castello "Galli della Loggia" sulle rovine dell'antica cappella omonima che era sotto il patrimonio dei Darmelli. La facciata, in mattoni a vista, è dominata dal portale ligneo d'ingresso sormontato da una nicchia contenente il busto di San Giacomo Apostolo, titolare della chiesa parrocchiale e Patrono del paese che si festeggia il 25 luglio.

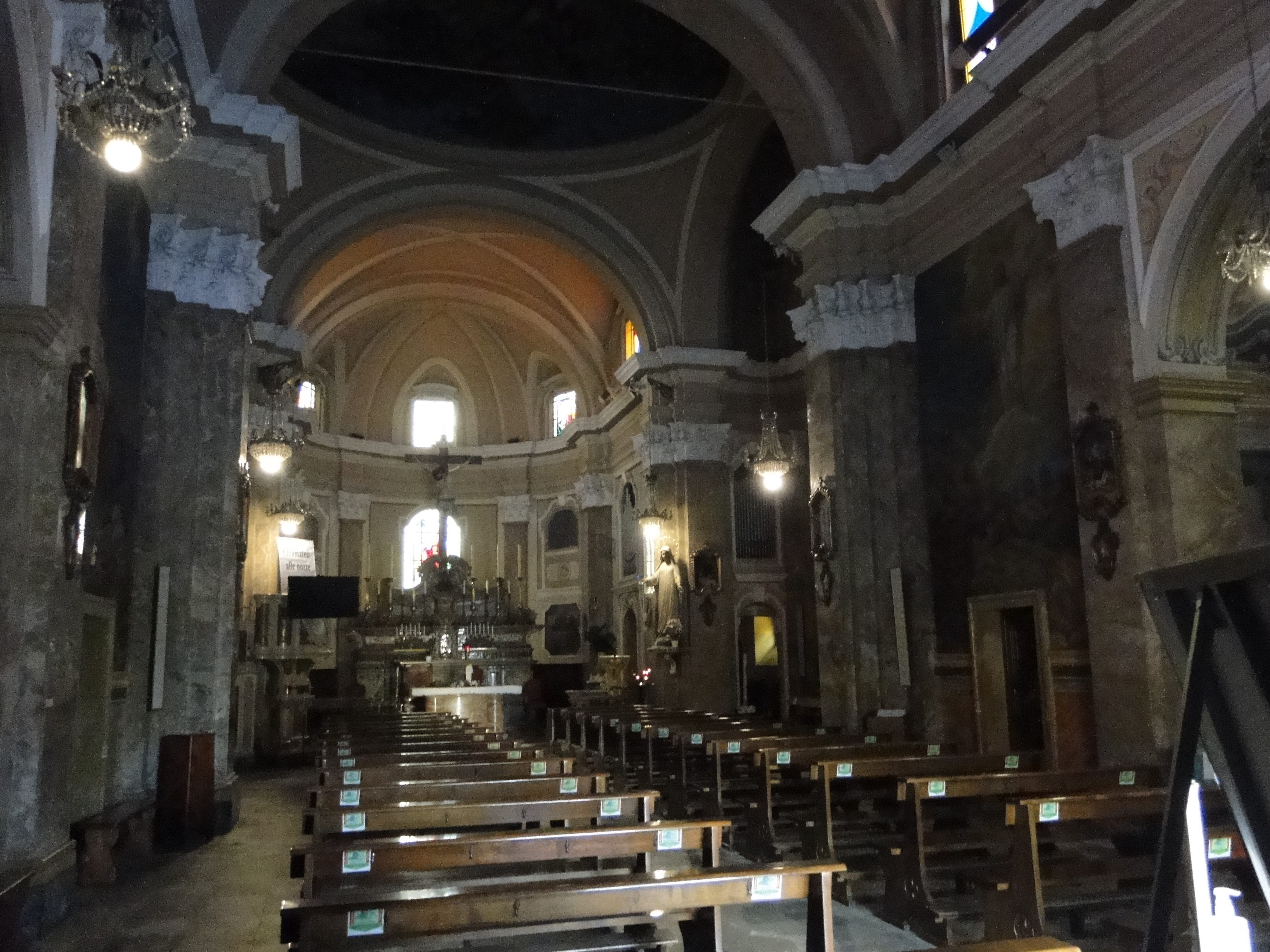
Interno della chiesa di San Giacomo

La chiesa ha un'unica navata con cappelle affrescate dal pittore piemontese Nicola Arduino e altari laterali prevalentemente in stile barocco, anche se recentemente è stato riscoperto nella cappella di San Giacomo un affresco settecentesco. L'interno è illuminato da finestre rettangolari aprentesi sulle pareti delle volte a botte dell'aula, del presbiterio e dell'abside.

#### Castello Galli
Il Castello Galli è probabilmente l'edificio più antico di La Loggia ed è molto difficile distinguere le vicende storiche dei loggesi dalla storia del castello e dei suoi proprietari. Se in periodo feudale era una fortezza per difendere il territorio dagli attacchi degli intrusi e insieme intimorire gli abitanti delle cascine circostanti, con il passare del tempo si è trasformato, grazie alla famiglia Galli, nel luogo attorno a cui è nato il primo embrione di una partecipazione attiva della popolazione loggese alla gestione della propria comunità. Da severa fortezza a luogo familiare: questa apparve l'evoluzione del castello.
Una triste vicenda di lasciti ed eredità segna la storia del castello negli ultimi anni e rappresenta uno dei momenti più amari della vita della contessina, condizionata in vecchiaia da un'autorità religiosa non degna della fiducia accordatale. Il Castello rimane per parecchi anni un luogo chiuso "molto riservato", lontano dalle esperienze dirette degli abitanti del paese.
Oggi il castello, la cui parte nord ha conservato il carattere medioevale, mentre la facciata sud è stata rifatta nei primi anni del Settecento, si presenta come uno dei simboli forti attorno ai quali la comunità si riconosce: il Gonfalone del Comune di La Loggia rappresenta infatti un gallo, a conferma della profonda impronta che i Galli hanno lasciato nella storia del paese.

#### Villa Carpeneto
Villa Carpeneto è, insieme al Castello Galli, uno dei luoghi che contribuisce, mediante il suo impatto maestoso e ordinato, a definire le caratteristiche del volto urbano loggese.
Villa Carpeneto ha ospitato alcune famiglie che sono state fra le protagoniste delle vicende di La Loggia. I suoi muri e il suo parco non sono solo carichi di sensazioni ma anche di storia. Storia che, date le condizioni attuali della villa, da anni disabitata e abbandonata, non le ha reso la giustizia che merita.
La Villa è oggi il risultato di due rifacimenti successivi di un originario castello, che si presume appartenuto alla famiglia Vagnone di Trofarello. Autore del primo rifacimento è Gaspare Graneri, ministro delle finanze della corte sabauda, che impone alla villa la sua struttura attuale, ancora visibile nella facciata che guarda verso Vinovo, cioè verso il giardino con laghetto. Sul soffitto della facciata antica si può notare il monogramma di Gaspare e lo stemma della famiglia Graneri, una spiga di grano con sopra un castello che simboleggia la rocca di La Roche, una città dell'alta Savoia.
Tra il 1769 e il 1779, probabilmente su disegno di Francesco Valeriano Dellala, avviene il secondo rifacimento, che concerne esclusivamente la facciata che guarda verso il viale, l'entrata di servizio divenuta, con gli anni, facciata principale e che risente dello spirito neoclassico dell'epoca. Successivamente verranno modificati il giardino, piantato originariamente all'italiana e divenuto poi all'inglese, e la vasca delle ninfee. È di questo periodo una regata organizzata dal Marchese Giuseppe Luigi Graneri che si tenne, per divertire la Real Corte, sul torrente Oitana appositamente preparato. In occasione di questo avvenimento, l'incisore Ignazio Sclopis realizzò due vedute che rappresentano la facciata e il parco della villa.
Alla fine del '700 la proprietà di Villa Carpeneto passa al Conte Giuseppe Maria Gerbaix de Sonnaz, marito di Enrichetta Graneri. Questa famiglia raccolse molte opere d'arte, tra cui pregevolissime terrecotte provenienti dal vicino Vinovo (celebre a quei tempi per tali lavori), ceramiche e mobili di grande valore. I figli, nel 1868, vendono la villa all'avvocato Enrico Marenco che nel 1869 la rivende all'ingegner Vitale Rosazza. Entrambi gli atti di vendita non parlano di mobili e altre suppellettili, segno che molti degli splendidi arredi della villa erano già stati venduti dai de Sonnaz.
Passata forse in mano ad altri proprietari, la Villa viene smembrata della maggior parte delle terre, finché nel 1939 viene venduta, così come è oggi, dal pittore Alfredo Chicco al conte Theo Rossi di Montelera che la restaura, con grande impegno di pittori, stuccatori e giardinieri, e la abita fino al 1959.
Durante la guerra, a causa di un deposito di liquori che vi era stato occultato, Villa Carpeneto subisce un'incursione di partigiani. Dopo la guerra i proprietari tornano ad abitare nella villa, riportandovi l'antico splendore e la mondanità.
Dal 1959 la Villa risulta disabitata e priva di arredo, lasciata in uno stato di abbandono. Da alcuni anni è stata dichiarata monumento nazionale.
Di fronte alla villa vi è il viale che la congiunge al paese, fino a pochi anni fa fiancheggiato da imponenti pioppi che sono stati abbattuti nel 1996 perché malati.
L'accesso al viale è stato danneggiato da un incidente camionistico alla fine degli anni '90 e fino a oggi mai ripristinato. Come la villa, anche il viale risulta in totale stato di abbandono.

## Società

### Evoluzione demografica
Negli ultimi cinquant'anni si è assistito a un incremento molto forte della popolazione; i residenti sono infatti quadruplicati dal 1961. Ciò è dovuto alla forte crescita del confinante comune di Moncalieri e alla relativa vicinanza con Torino (una decina di chilometri) e all'accesso della vicina Tangenziale Sud di Torino.
Gli aumenti demografici più evidenti si sono avuti negli anni '60, a causa di un forte fenomeno immigratorio che ha visto l'arrivo di molte persone da diverse regioni d'Italia, e nel primo decennio degli anni 2000 a causa di una consistente urbanizzazione.
Abitanti censiti

### Fiere e festività
Due sono le fiere principali a cadenza annuale: la Fiera della Zucchino (2ª domenica di maggio) e la Fiera d'Autunno (1ª domenica di ottobre). Entrambe le fiere sono occasioni importanti per la socialità del paese dove vengono presentate alcune attività sociali e sportive che si possono vivere durante l'anno. Proprio per questo nel territorio trovano spazio una trentina di associazioni .
Il patrono è San Giacomo il Maggiore e viene festeggiato il 25 luglio.

## Infrastrutture e trasporti
Tra il 1881 e il 1950 il comune fu servito dalla tranvia Torino-Saluzzo.

## Amministrazione
Di seguito è presentata una tabella relativa alle amministrazioni che si sono succedute in questo comune.
| Periodo         | Periodo         | Primo cittadino    | Partito                      | Carica              | Note  |
| --------------- | --------------- | ------------------ | ---------------------------- | ------------------- | ----- |
| 1º luglio 1986  | 21 giugno 1990  | Bartolomeo Bai     | Democrazia Cristiana         | Sindaco             | [ 9 ] |
| 21 giugno 1990  | 28 gennaio 1994 | Mario Cucchiarati  | Partito Comunista Italiano   | Sindaco             | [ 9 ] |
| 28 gennaio 1994 | 13 giugno 1994  | Carmelo Bonsignore |                              | Comm. straordinario | [ 9 ] |
| 13 giugno 1994  | 25 maggio 1998  | Antonella Griffa   | -                            | Sindaco             | [ 9 ] |
| 25 maggio 1998  | 28 maggio 2002  | Antonella Griffa   | Centro-sinistra              | Sindaco             | [ 9 ] |
| 28 maggio 2002  | 29 maggio 2007  | Salvatore Gerace   | L'Ulivo                      | Sindaco             | [ 9 ] |
| 29 maggio 2007  | 7 maggio 2012   | Salvatore Gerace   | Partito Democratico, L'Ulivo | Sindaco             | [ 9 ] |
| 7 maggio 2012   | 11 giugno 2017  | Sergio Ingaramo    | Partito Democratico          | Sindaco             | [ 9 ] |
| 11 giugno 2017  | in carica       | Domenico Romano    | SìAmo La Loggia              | Sindaco             | [ 9 ] |

## Sport

### Softball
Lo sport che dà più soddisfazioni al paese è sicuramente il softball. La compagine femminile Rhibo Softball La Loggia vanta due titoli nazionali ottenuti nel 2013 e 2014, anno in cui ha conquistato uno storico double aggiungendo al proprio palmarès un Campionato Europeo per club.
Le gare interne vengono disputate nell'impianto "A.Fanton" di via Livorno n. 16.

### Calcio
La principale squadra di calcio l'"A.S.D. La Loggia Calcio" : dopo alcune annate trascorse senza disputare alcun campionato, milita dalla stagione 2016/2017 nel girone B della Terza Categoria Torinese.
Disputa le partite interne nel campo sportivo di via Carpeneto n. 15.
Nel dicembre 2017 la società è stata dichiarata fallita e i giocatori sono stati svincolati.

### Altri sport
Nel territorio comunale sono attive altre associazioni che promuovono altri sport come la danza sportiva, il ciclismo, il basket, la pallavolo, il tiro con l'arco e le arti marziali.